# Kurt Klühspies
Kurt Klühspies, nemški rokometaš, * 4. februar 1952, Würzburg.
Leta 1976 je na poletnih olimpijskih igrah v Montrealu v sestavi nemške rokometne reprezentance osvojil četrto mesto.